# دانا والدن
دانا والدن (بالإنجليزية: Dana Walden)‏ هي سيدة أعمال أمريكية، ولدت في 1965 في لوس أنجلوس في الولايات المتحدة.